# Марзилијана (Гросето)
Марзилијана (итал. Marsiliana) је насеље у Италији у округу Гросето, региону Тоскана.
Према процени из 2011. у насељу је живело 413 становника. Насеље се налази на надморској висини од 34 м.